# Rhaphium femineum
Rhaphium femineum är en tvåvingeart som först beskrevs av Van Duzee 1922.  Rhaphium femineum ingår i släktet Rhaphium och familjen styltflugor. Inga underarter finns listade i Catalogue of Life.